# Severní Apeniny

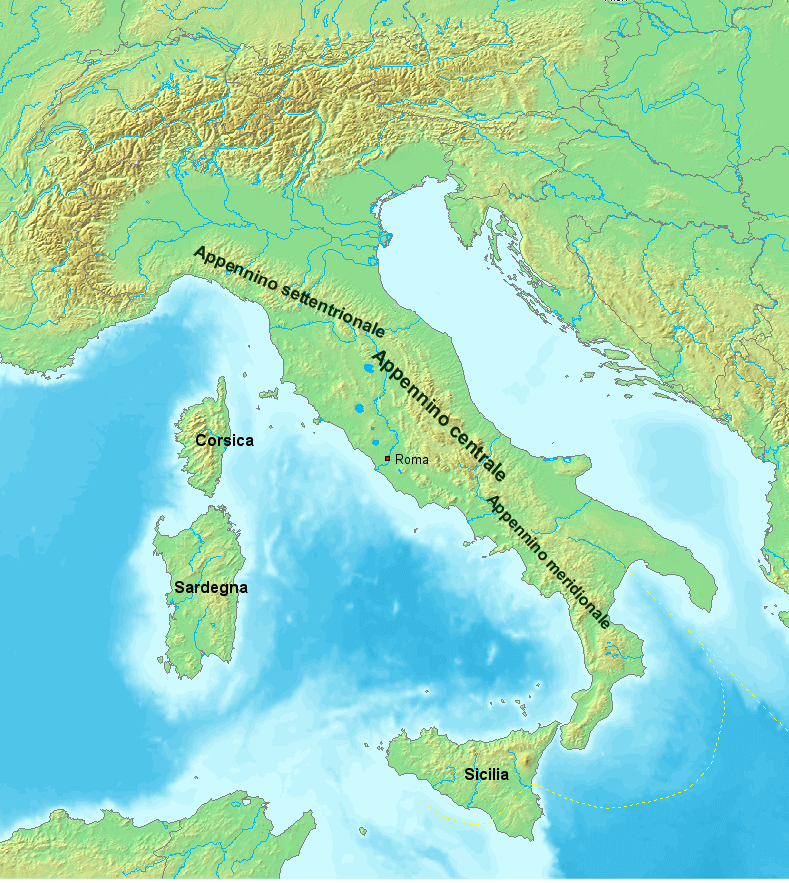
Severní, Střední a Jižní Apeniny

Severní Apeniny (italsky Appennino settentrionale) tvoří severní část Apenin. Rozkládají se od města Savony (od průsmyku Passo di Cadibona, 435 m), kde hraničí s Alpami (respektive Ligurskými Alpami), až k hornímu toku řeky Tevere. Leží v regionech: Piemont, Ligurie, Toskánsko a Emilia-Romagna. Nejvyšším bodem Severních Apenin je Monte Cimone (2 165 m). Severní Apeniny vytvářejí výrazné geografické i kulturní rozhraní mezi ligurským a jaderským pobřežím. Geologicky jsou složeny především z třetihorních jílů, slínů a pískovců. V roce 2023 byla část pohoří s výskytem krasových jevů prohlášena za světové přírodní dědictví UNESCO pod názvem „Evaporitický kras a jeskyně severních Apenin“.

## Členění
- Ligurské Apeniny (Appennino ligure)
- Toskánsko-emiliánské Apeniny (Appennino tosco-emiliano)

Východní část Toskánsko-emiliánských Apenin (východně od průsmyku Futa, v místě silničního spojení Bologna-Florencie) se nazývá Toskánsko-románské Apeniny.

## Geografie
Severní Apeniny vytváří souvislé hřebeny a jen výjimečně přesahují výšku 2 000 m. Horské hřbety mají zaoblené tvary. Směrem na sever, k Pádské nížině, jsou svahy dlouhé a rozbrázděné hlubokými údolími. Jižním směrem, k Ligurskému moři, jsou naopak krátké a stupňovité. Nejvyšší hory mají glaciální reliéf, vyskytují se zde kary a jezírka. Na svazích se vyskytují hluboké erozní rýhy.